# Bangsal (Pampangan)
Bangsal is een bestuurslaag in het regentschap Ogan Komering Ilir van de provincie Zuid-Sumatra, Indonesië. Bangsal telt 431 inwoners (volkstelling 2010).